# Папарески (род)

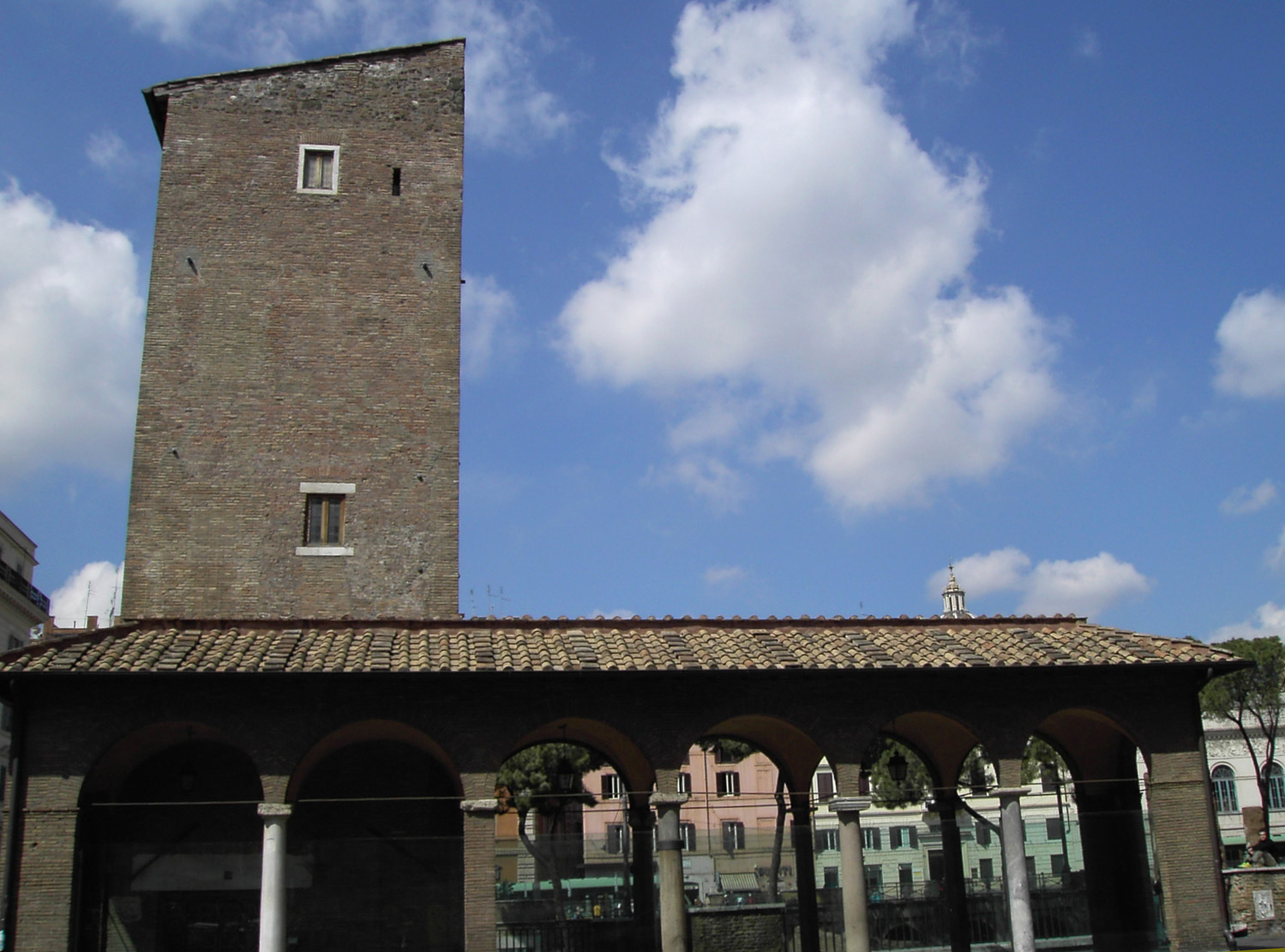
Башня Папито на площади Торре-Арджентина (с лоджией, пристроенной при Муссолини)

Папарески (итал. Papareschi, Paparoni, De Papa) — один из кланов, которые в XII-XIII вв. господствовали в заречной части Рима, именуемой Трастевере. Объединял несколько родственных фамилий, из которых наибольшим влиянием пользовались Гвидони (Guidoni) и Бонавентура (Bonaventura).
Резиденция и земельные владения Папарески занимали ту часть Рима, которой в поздней античности владели Аниции. Рядом с церковью Санта-Мария-ин-Трастевере до XVI века высились фамильные башни этого рода. Ещё одна башня XII века сохранилась на площади Торре-Арджентина.
Взлёт рода Папарески связан с избранием в 1130 г. на папский престол кардинала Грегорио Гвидони, получившего имя Иннокентия II. Новый понтифик раздал кардинальские шапки своим ближайшим родственникам, а также перестроил фамильный приход Санта-Мария-ин-Трастевере (где и покоится). 
На продолжение античного консульского рода Анициев и средневекового рода Папарески притязали в эпоху Возрождения римские нобили Маттеи.

## Известные представители
- Иннокентий II (в миру Григорио Папарески деи Гвидони; ум. 1143) — папа римский с 14 февраля 1130 по 24 сентября 1143.
- Папарески, Пьетро (ум. 1146) — кардинал и епископ, брат Иннокентия II.
- Папарески, Чинцио — кардинал и епископ XII века, племянник Иннокентия II.
- Романо Папарески — кардинал и епископ XIII века.